# Monastère Saint-Joseph de Volokolamsk

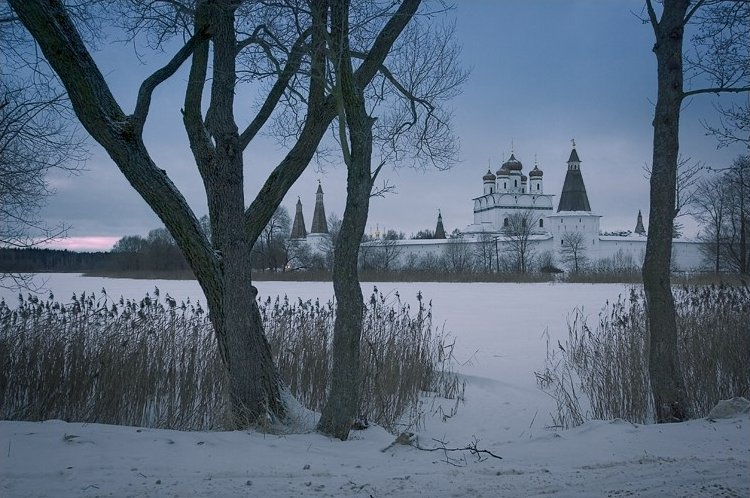
Le monastère Saint-Joseph de Volokolamsk.

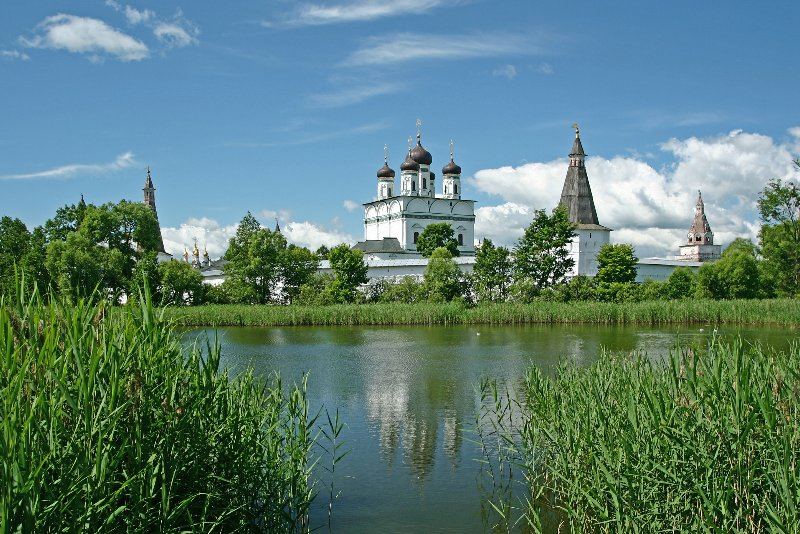
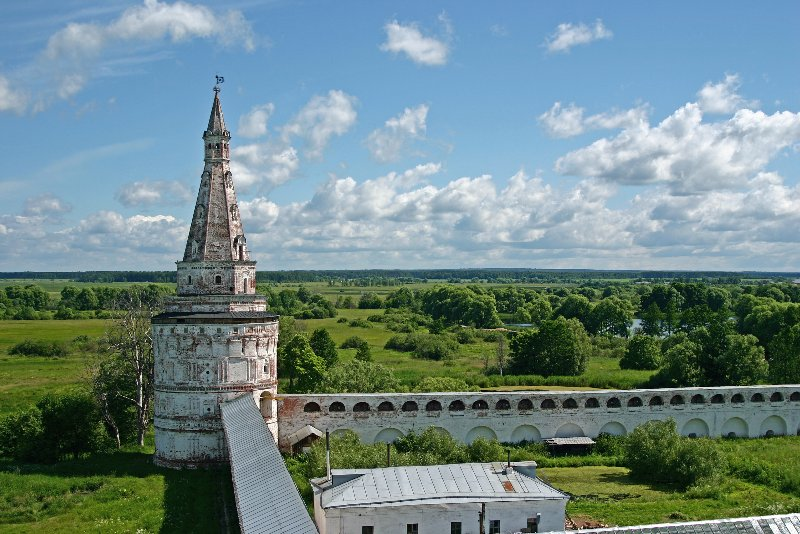

Le monastère de la Dormition Saint-Joseph de Volokolamsk (russe : Иосифо-Волоколамский монастырь, Волоцкий Успенский Иосифов монастырь) est un monastère masculin, situé à 17 km au nord de Volokolamsk, dans l'oblast de Moscou. Aux XVe et XVIe siècles, il rivalisait avec la Laure de la Trinité-Saint-Serge en Russie pour son rayonnement et sa richesse. Il a souvent été appelé Laure, bien qu'il n'y ait pas de corroboration officielle de ce statut. 

## Histoire

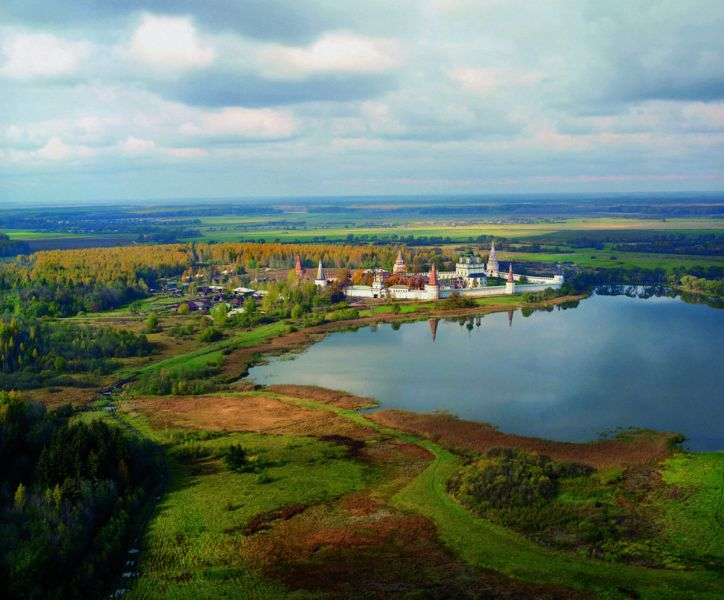
Vue globale du site.

Le monastère a été fondé en 1479 par Joseph de Volokolamsk. À l'origine sous la juridiction de l'archevêque de Novgorod, à la suite d'un différend avec le prince local, Fedor Borissovitch de Volokolamsk, Joseph fait appel au Grand Prince de Moscou Vassili III et au métropolite pour prendre le monastère sous leur contrôle direct, soulignant que Fedor Borissovitch avait l'habitude abusive de collecter des « dons » et d'organiser des festins aux frais du monastère. Cela  conduisit à un différend entre Joseph, le grand prince, et le métropolite, d'une part, et l'archevêque de Novgorod, Sérapion (r. 1506-1509), d'autre part, puisque, selon le droit canon, un monastère ne pouvait être retiré de l'autorité de son évêque sans sa permission, que Sérapion n'avait clairement pas accordée. Le Grand Prince et le métropolite convoquèrent un concile d'Église, dirigé par le frère de Joseph, l'évêque de Rostov, qui déposa Sérapion et l'envoya à la Laure de la Trinité-Saint-Serge, où il mourut en 1516.
En 1543, Gouri devient abbé du monastère et se conforme à l'enseignement du fondateur: primat de la prière sur les travaux manuels et rigueur de la vie religieuse, avant de quitter le monastère pour devenir premier évêque de Kazan. Il en sera de même de son disciple dans le monastère Germain.
Au cours des décennies suivantes, le monastère est devenu le centre des disciples de son fonsateurs, et joua un rôle clé dans la vie politique et ecclésiastique du XVIe siècle en Russie. Il a également été un bastion de la lutte contre les adversaires de la propriété foncière (Nil de la Sora et les Starets de la Trans-Volga) et contre certaines hérésies. Ses voûtes servirent de prison pour les dissidents. Parmi les détenus célèbres, on compte Maxime le Grec (qui a passé 14 ans là-bas), Bassien Patrikeïev, Fédor Kouritsyne, Feodosi, archevêque de Novgorod (1542 à 1551), le  métropolite Daniel, Vassili IV Chouiski et les hérésiarques Matveï Bachkine et Vassili Kouritsyne. Joseph de Volokolamsk, le métropolite Daniel, l'archevêque Feodosii, et Maliouta Skouratov sont parmi les nombreuses personnalités notables enterrées dans les murs du monastère. 
Durant le Temps des troubles, le monastère Saint Joseph de Volokolamsk participa activement à aider le gouvernement de Vassili IV Chouiski dans sa lutte contre les rebelles d'Ivan Bolotnikov. L'hetman polonais Rozynski a perdu la vie en assiégeant le monastère en 1611. Après le siège, les moines capturèrent un grand nombre de canons polonais, qui ont ensuite été utilisées pour des feux d'artifice. 
Au cours de la guerre russo-polonaise au début du XVIIe siècle y sont détenus des prisonniers de guerre polonais puis, durant la campagne de Russie, des prisonniers français. De 1777 à 1823, le monastère accueillit une école pour les enfants de prêtres.

## Patrimoine

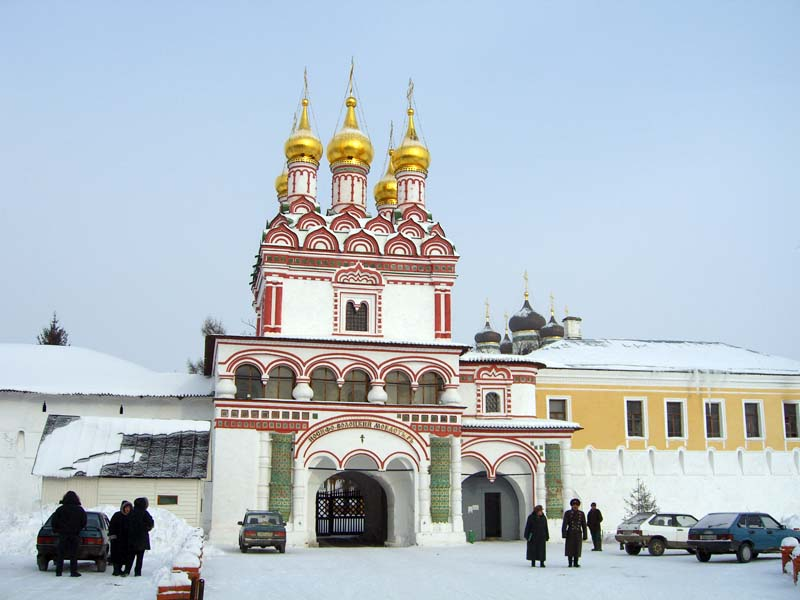
Entrée principale du monastère surmontée de l'église des Saints Apôtres Pierre et Paul.

### Terre
Dans les années 1560, Le monastère Saint Joseph de Volokolamsk était le deuxième plus grand propriétaire foncier de Russie, avec plus de 30 000 dessiatina de terre arable en sa possession. Plusieurs petits prieurés, dépendant du monastère, furent fondés sur ces terres. Dans le monastère principal, trois étangs furent remplis d'eau douce.
Au début du XVIIe siècle, le monastère possède des possessions dans 10 districts, avec 40 villages. 1364 foyers de paysans travaillaient sur ces terres. S'ajoutait à cela les employés et domestiques du monastère(1579-1580: 119 employés)

### Architecture
Après la construction de la cathédrale de l'Assomption en 1486, le grand peintre d'icônes Dionisius, en compagnie de ses fils Théodose et Vladimir, a été convoqué pour embellir ses murs de fresques. Ces œuvres sont aujourd'hui perdues ou dissimulées sous des repeints. 
Un énorme clocher octogonal  à 9 niveaux fut construit dans les années 1490. À cette époque, il était la plus haute structure de Russie. Sa conception annonce le Clocher d'Ivan le Grand dans le Kremlin de Moscou. 
À la fin du XVIIe siècle, la cathédrale et le monastère ont été reconstruits dans le style baroque Narychkine. Les nouveaux murs, complétée en 1688, présentent 7 tours en pierre. Une église des Saints Apôtres Pierre et Paul avec un dôme doré a été construite au-dessus des portes principales du monastère en 1679. L'église de l'Epiphanie, d'une conception analogue, a été ajoutée en 1682 au grand réfectoire, qui est actuellement le plus vieux bâtiment du complexe, datant de 1504. La nouvelle cathédrale de l'Assomption a remplacé l'ancienne entre 1682 et 1689. Son extérieur était richement décoré de carreaux de couleur, dus à Stepan Poloubes connu pour ses réalisations au monastère de la Nouvelle Jérusalem, et une iconostase merveilleusement sculptée fut installée à l'intérieur. 
La skite et la chapelle de Tous les Saints datent de 1856-1860.

## Période soviétique
Après la Révolution d'Octobre de 1917, le monastère Saint Joseph de Volokolamsk fut fermé (1922) puis servit de lieu de foire, puis d'orphelinat, la cathédrale servit de cinéma, avec un écran à la place de l'iconostase; il devient ensuite un musée. 

Les autorités soviétiques enlevèrent toutes les cloches et emmenèrent la plupart des icônes à Moscou. Les manuscrits et chroniques russes furent envoyés à Moscou et distribués à différents instituts: Service d'archive de l'État pour les documents de l'ancienne Russie (GRADA), Musée historique d'État, Bibliothèque d'État de Russie et Institut d'histoire russe (IRI RAN).
Au cours de la retraite de l'Armée rouge pendant la Seconde Guerre mondiale, l'l'armée nazie endommagea le cloître et fit sauter son fameux clocher. Bien que les églises aient été rénovées par la suite, le clocher reste une perte importante subie par l'art russe pendant la guerre.

## Depuis 1989

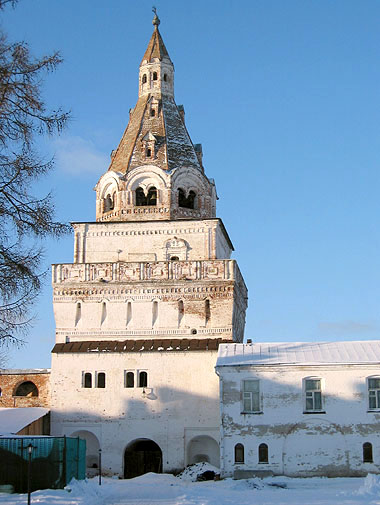
Une tour datant du XVIIe siècle.

Le monastère a été rendu à l'Église orthodoxe russe le 15 mai 1989, et obtient en 1999 le statut de stavropégie.
L'effort de rénovation se poursuit. Le 12 juin 2003 sont ré-exhumées et analysées les reliques présumées de Saint-Joseph de Volokolamsk, dans l'une des chapelles de la cathédrale de l'Assomption.
Le 12 juin 2004, les chaînes pénitentielles de Saint-Joseph de Volokolamsk, jusque-là conservées par le musée d'art et d'histoire du monastère de la Nouvelle Jérusalem à Istra puis au musée du kremlin de Volokolamsk, sont rendues au culte et sont placées sur le mur sud est de la cathédrale.
Le 14 juin 2009 est élevée une statue en bronze de 3m de hauteur en l'honneur de Saint-Joseph créée par Sergeï Isakov.

## Population de l'abbaye
- Fin XVIe siècle: 130 moines
- 1907: 65 moines.

## Liste des abbés du monastère
- 1479-1515: Joseph de Volokolamsk[5]
- 1515-1522: Daniel
- 1522-1543: Nifont
- 1543-1552: Gouri
- 1552-1558: Galakteon
- 1563-1566: Leonid (Protasov)
- XVIe siècle: Laurent Ier
- 1568-1573: Leonid (Protasov)
- 1681-    : Alexandre (archimandrite)
- 1753-1758: Pacôme (Simansky) (archimandrite)
- 1758-1761: Gennady (Dranitsyn)(archimandrite)
- 1789-1789: Eugene (Romanov) (supérieur (Настоятель))
- 1794-1799: Victor (Antonski-Prakapovich) (supérieur (Настоятель))
- 1811-1812: Jonas (Vasilevski) (supérieur (Настоятель))
- 1817-    : Grigory (Postnikov) (supérieur (Настоятель))
- -1895: Serge (archimandrite)
- 1897-1901: Michée (Alekxéïev) (supérieur (Настоятель))
- -1903: Geronte (Kourganovski) (supérieur (Настоятель))
- 1907    : Nifont
- 1915-    : Innocent (Bobtsov) (supérieur (Настоятель))
- 1922-1989: vacance
- 1994-2003: Pitrim Netchaïev
- Actuellement: Serge Voronkov

## Sources
- Wikipedia russe et anglais
- Moines et monastères dans les sociétés de rite grec et latin, éd par Jean-Loup Lemaître, Michel Dmitriev et Pierre Gonneau, École Pratique des Hautes Études, IVe section, sciences historiques et philologiques, V, Hautes études médiévales et modernes, 76, Genève, Droz, 1996